# (464355) 2016 AV122
(464355) 2016 AV122 es un asteroide perteneciente al cinturón de asteroides, descubierto el 2 de febrero de 2005 por el equipo Spacewatch desde el Observatorio Nacional de Kitt Peak (Arizona, Estados Unidos).